# Cyclotelus colei
Cyclotelus colei är en tvåvingeart som beskrevs av Irwin och Lyneborg 1981. Cyclotelus colei ingår i släktet Cyclotelus och familjen stilettflugor. Inga underarter finns listade i Catalogue of Life.